# Warhammer Age of Sigmar
Warhammer Age of Sigmar (también abreviado como Age of Sigmar o AoS)) es un juego de miniaturas de estrategia producido por Games Workshop que simula batallas entre ejércitos utilizando miniaturas. Los juegos generalmente se juegan sobre una superficie plana. El área de juego suele estar decorada con modelos y materiales que representan edificios y terrenos. Los jugadores se turnan para realizar una serie de acciones con sus miniaturas: moverse, cargar, disparar armas a distancia, luchar y lanzar hechizos mágicos; los resultados de las cuales generalmente se determinan mediante tiradas de dados. Además del juego en sí, una gran parte de Age of Sigmar se dedica al pasatiempo de coleccionar, montar y pintar las miniaturas del juego.
Los ejércitos de los jugadores luchan con armamento de la era medieval y lanzan hechizos mágicos, y los guerreros son una mezcla de humanos y criaturas fantásticas.
La primera edición de Age of Sigmar en 2015 reemplazó a Fantasy después de tres décadas en un evento conocido como el Fin de los Tiempos. Alan Merrett, el director de propiedad intelectual de Games Workshop comentó recordando lo sucedido en 2014; que las opciones que tenía la empresa entonces eran relanzar su gama de fantasía o convertirse en una compañía basada únicamente en Warhammer 40000, ya que en los últimos cinco años había estado dos veces por debajo del quinto puesto en ventas según la empresa ICV2.

## Ediciones
La primera edición se publicó en 2015. El lanzamiento inicial no incluyó valores de puntos, es decir el coste, para unidades, un cambio respecto al reglamento tradicional. Cuando se lanzó el juego diversos medios consideraron que el juego contaba con reglas demasiado ridículas tales como 

Pride of the Reiksguard: La habilidad de Helborg es tan legendaria como su magnífico bigote. Puedes volver a tirar cualquier tirada de ataque fallida cuando ataques con la Runefang siempre que tengas un bigote más grande e impresionante que el de tu oponente.
Escapist Magazine

Escapist Magazine señaló que tales reglas ridículas podrían ser fácilmente abusadas ya que nada en las reglas decía que el bigote tenía que ser real y sugirió a los jugadores comprar bigotes de broma para satisfacer la condición. Otras reglas similares incluían tiradas adicionales para jugadores que fingieran montar y hablar con un caballo imaginario, exclamar un grito de guerra gutural y mantener una cara seria cuando su oponente intentara hacerlos reír. También se destacó que tales reglas aunque podrían haber sido concebidas como bromas, exponían a los jugadores al ridículo.
La segunda edición apareció en 2018. Trajo múltiples cambios significativos a las reglas, notablemente una revisión del sistema de invocación, la eliminación de los puntos de refuerzo y la introducción de hechizos interminables.
La tercera edición se publicó en junio de 2021 cambiando el status quo del trasfondo drásticamente.La tercera edición presentó una revisión del sistema de batallones, objetivos y la introducción de una nueva campaña narrativa Path to Glory.
La cuarta edición salió en julio de 2024. Esta edición modifica el núcleo del juego, cosa que no ocurría desde la primera edición. También reaparece la facción de Skaven.

## Trasfondo
Age of Sigmar tiene lugar en los Reinos Mortales, un sistema de ocho mundos interconectados. Durante la campaña el Fin de los días, que precedió al cierre de Warhammer Fantasy Battle, el viejo mundo fue destruido en un cataclismo: todo lo que quedó del planeta fue el núcleo metálico de Mallus (el mundo antes del tiempo), flotando en el vacío. Fue encontrado por el antiguo emperador Sigmar, que languidecía en cautiverio de uno de los dioses del Caos, Tzeentch; con la ayuda del dragón Dracothion, encontró pequeños fragmentos del viejo mundo y les dio vida; las almas de los habitantes del viejo mundo, encarcelados en Mallus, renacieron en nuevos mundos; esta época de renacimiento y construcción se llamó la «Era de los Mitos».
Algunos personajes del antiguo universo, como el nigromante Nagash, los elfos Tyrion y Malerion, se convirtieron en dioses; Los dioses orcos Gorko y Morko se fusionaron en una sola deidad, Gorkamorka. Los viejos dioses del Caos (Khorne, Tzeentch y Nurgle) también se despertaron; El lugar del dios de los placeres prohibidos Slaanesh, que se había hundido en el olvido, lo ocupó la Gran Rata Cornuda entre los cuatro dioses del Caos. La «Era de los Mitos» fue reemplazada por la «Era del Caos», donde varios dioses enviaron ejércitos de adoradores entre sí; Sigmar perdió el martillo mágico Ghal Maraz y se vio obligado a retirarse al único mundo que quedó detrás de él: Azyr. Después de pasar mucho tiempo en el palacio de Azyrheim, Sigmar creó un ejército de «forjados en la tormenta», guerreros vestidos con una armadura hecha de un metal especial: sigmarita. Este ejército cambió el rumbo de la guerra, marcando el comienzo de la tercera era: la «Era de Sigmar».
Los ocho mundos de Age of Sigmar están conectados entre sí por puertas a través de las cuales los ejércitos pueden moverse de un mundo a otro; las fuerzas del Orden, el Caos, la Muerte y la Destrucción están constantemente tratando de arrebatárselos entre sí.
- Azyr o reino de los cielos, el único dominio que no ha sido tocado por el Caos. Está gobernado por el dios Sigmar y es el hogar de los «forjados en la tormenta», así como de varios asentamientos de humanos, elfos, enanos y otras razas.[13]
- Aqshy o reino de fuego, está dominado por volcanes, desiertos y campos de lava. Patria de los «matafuegos». Antes de la llegada de los «forjados en la tormenta», el reino estaba en gran parte bajo el control de Khorne.[13]
- Ghur o reino de las bestias, es en realidad el dominio del dios Gorkamorka. Orruks y ogors gobiernan tierras habitadas por enormes bestias salvajes.[13]
- Ghyran o reino de la vida, es una tierra extremadamente fértil. Estas posesiones son reclamadas por Alarielle, la diosa de la vida. Antes del renacimiento de Alarielle, Ghyran recibió especial atención por parte de Nurgle.[13]
- Chamon o reino del metal, está formado por continentes de metal y las ciudadelas flotantes de Kharadron. Tzeentch desea especialmente poseer estas tierras.[13]
- Shyish o reino de la muerte, está bajo el control incondicional de Nagash. Vampiros, demonios, no-muertos: todos viven aquí.[13]
- Hysh o reino de la luz: el dominio de Tyrion y Teclis, un mundo lleno de símbolos y formas, lleno de significados secretos. Hysh es el hogar de los «lumineth soberanos». Este es el «sol» de los Reinos.[13]
- Ulgu o reino de las sombras, fue capturado por Malerion y Morathi. Esta es una tierra de ilusiones cambiantes y niebla impenetrable, en el sistema local afecta el ciclo del día y la noche, es el reino gemelo de Hysh.

## Jugabilidad
Age of Sigmar enfatiza el aspecto narrativo de la experiencia de juegos de guerra, alentando el juego con escenarios narrativos, la recreación de batallas del trasfondo del juego y las historias creadas por los jugadores. El conjunto de reglas está diseñado para que el juego sea fácil de aprender, pero difícil de dominar. Las reglas básicas del juego son simples y rápidas de entender, pero se pueden encontrar mecánicas más avanzadas en los Warscrolls específicos de cada unidad que detallan más reglas y estadísticas de la unidad individual. La estrategia del juego reside en comprender cómo funcionan tus unidades juntas y explotar sinergias para usarlas como un ejército cohesionado. Las reglas y los warscrolls son gratuitos y se pueden descargar desde el sitio web de Games Workshop o ver en la aplicación Age of Sigmar.Los warscroll de toda una facción son recopilados en faction packs (packs de facción) y posteriormente junto con trasfondo en battletomes (tomos de batalla), estos dos últimos ya no son gratuitos.

## Facciones
Cada facción en Age of Sigmar forma parte de una de las cuatro Grandes Alianzas (Orden, Caos, Muerte y Destrucción). En el trasfondo, las facciones dentro de una Gran Alianza generalmente están unidas por objetivos y metas comunes, aunque sean de diversa procedencia. Sin embargo, esta diversidad hace que frecuentemente estalle el conflicto en una misma Gran Alianza, ya que cada facción a menudo tiene su propia agenda que choca con la agenda de otras facciones.
- Orden: El Orden se opone principalmente al Caos, y sus facciones están unidas por un deseo común de mantener la civilización, el arte y la ciencia, o preservar los dominios naturales o divinos. A pesar de este objetivo común, cada facción persigue más o menos su propio beneficio, a menudo en detrimento de los demás.
  - «Forjados en la tormenta» (stormcast eternals) son guerreros parecidos a semidioses imbuidos de una parte del poder divino de Sigmar y vestidos con una armadura mágica sigmarita similar a los marines espaciales de Warhammer 40.000. Fueron creados por Sigmar con la ayuda de Grungni para convertirse en su arma principal contra las fuerzas del Caos.[17]
  - «Ciudades de Sigmar» (cities of Sigmar), ciudades fundadas por las fuerzas del Orden, representan a los habitantes comunes de los Reinos Mortales. La mayoría de las unidades enanas, élficas y humanas de Warhammer Fantasy que existieron antes de la «Era de Sigmar» constituyen la mayor parte de este ejército. Aunque todos son el mismo ejército, cada unidad tiene su propia especie, y cada especie está dividida en varias subfacciones, con los hechizos y habilidades de los líderes combinados con ciertas especies, lo que permite jugar con ejércitos mixtos.[17]
  - «Lumineth soberanos» (lumineth realm-lords) son una raza de aelfos (anteriormente elfos) forjados por Tyrion y Teclis , son maestros de las artes místicas y el arte de la guerra. [17]
  - «Serafones» (seraphons), son demonios celestiales que luchan por el orden y que surcan el vacío en naves-templo doradas llenas de tecnología desconocida.[17]
  - «Sylvaneth» son espíritus del bosque que van desde dríadas hasta señores de los árboles y siguen a la diosa renacida Alarielle.[17]
  - «Matafuegos» (fyreslayers) son duardin (anteriormente enanos) mercenarios que adoran a Grimnir y luchan por Ur-oro, un elemento mágico que creen que es el remanente de su dios caído.[17]
  - «Altos señores de Kharadron» (Kharadron overlords) son una facción steampunk de duardin formada por aeronaves de hierro y guerreros blindados. Separados hace mucho tiempo del resto de la raza, viven en ciudades aéreas y están armados con misiles a base de éter y oro.[17]
  - «Hijas de Khaine» (daughters of Khaine) son un cónclave secreto de elfas brujas que adoran a Khaine y Morathi. Afirman que quieren resucitar a su dios, pero Morathi está conspirando en secreto para convertirse en una deidad por derecho propio.[17]
  - «Profundos de Idoneth» (Idoneth deepkin) son los elfos marinos creados por Teclis, pero que lo abandonaron por las profundidades marinas de los Reinos Mortales.[17]

- Caos: Impulsado por los deseos y acciones primitivas de los mortales, el Caos busca dominar los Reinos Mortales. Sirven a los cuatro dioses del Caos. Antes del regreso de Sigmar, conquistaron siete de los ocho Reinos, comenzando la Era del Caos.
  - «Esclavos de la oscuridad» (slaves to darkness), sombrías huestes de guerreros mortales devotos del Caos en su forma indivisible empeñados en destruir la civilización.[17]
  - «Filos de Khorne» (blades of Khorne), demonios y mortales vinculados a la sangre de Khorne y a la sed de batalla.[17]
  - «Discípulos de Tzeentch» (disciples of Tzeench), demonios y mortales arcanitas de Tzeentch que se deleitan con la locura de lo desconocido.[17]
  - «Agusanados de Nurgle» (maggotkins de Nurgle), demonios y mortales seguidores Nurgle. Dondequiera que van las plagas se propagan sin control y ejércitos enteros sucumben.[17]
  - «Hedonistas de Slaanesh» (hedonites of Slaanesh), demonios y mortales de Slaanesh sádicos en busca de la sensación definitiva a través de festines, carnalidad o batallas.[17]
  - «Skavens» son unos viles hombres rata están divididos en clanes con diferentes enfoques de la guerra, tras siglos de intrigas y conspiraciones bajo tierra han emergido entre explosiones de corrupción.[17]

- Muerte: Opuesta al Caos y más o menos alineada con el Orden cuando está contra el Caos, la Alianza de la Muerte desea gobernar todos los reinos. La facción más homogénea, está completamente controlada por Nagash, el autoproclamado Dios de la Muerte.[17]
  - «Cortes comecarne» (flesh-eater courts), cortes de devoradores de carne , monstruos y vampiros que se consideran a sí mismos como un bastión de esperanza en la oscuridad.[17]
  - «Necroseñores pudrealmas» (soulblight gravelords), aristocracia que gobierna sus reinos con vanidad y lujo, formada únicamente por fantasmas sin vida.[17]
  - «Osiarcas cosechahuesos» (ossiarch bonereapers), espíritus que habitan en creaciones de hueso y que sirven como tropas de élite y vanguardia de Nagash y obligan a los asentamientos subyugados a entregar diezmos de huesos.[17]
  - «Noctánimas» (nighthaunt), víctimas de la maldad de Nagash castigados por sus crímenes en vida a servidumbre eterna, solo encontrando satisfacción en masacar a los vivos.[17]

- Destrucción: Las facciones impredecibles y oportunistas de la Destrucción luchan por su supervivencia, sus propios intereses o simplemente por el amor de una buena pelea. Su patrón es Gorkamorka, a quien cada facción adora bajo diferentes formas.
  - «Klanes orruk» (orruk warclans) formados por orruks (orcos) en pie de guerra deseosos de ser el ejército más grande y temible.[17]
  - «Tipejoz nokturnoz» (gloomspite gitz) son una facción diversa de grots, troggoths (trolls), unidos por el amor a los lugares oscuros y la adoración a la Luna Malvada. [17]
  - «Hijos de Behemat» (sons of Behemat) formados por gigantes y titanes que provocan a su paso temblores y desmoronamiento de paredes.[17]
  - «Mascatribus ogors» (ogor mawtribes) tribus de ogors que devoran todo a su paso.[17]

En los primeros períodos de Age of Sigmar - específicamente la primera edición - los ejércitos podían construirse a partir de múltiples facciones dentro de la misma Alianza, con una lealtad correspondiente a esa Gran Alianza particular pero no a ninguna de las facciones individuales. En ediciones más recientes, los ejércitos se construyen principalmente a partir de facciones individuales con la opción de incluir un número limitado de aliados de facciones relacionadas dentro de la alianza. Un ejército compuesto de facciones generalmente tiene mejor sinergia con sus propias unidades, y los ejércitos específicos de facciones reciben bonificaciones y reglas adicionales que no están disponibles para los ejércitos mixtos de Grandes Alianzas.

## Recepción
Warhammer Age of Sigmar fue ampliamente criticado por la base de aficionados al ser lanzado por reemplazar el escenario y la jugabilidad de su predecesor, Warhammer Fantasy Battle.
Con la llegada de la Segunda Edición del juego, la recepción hacia el juego mejoró, citando PC Gamer que está «cerca de su antigua gloria». Tras el lanzamiento de la tercera y cuarta edición la recepción fue positiva en su mayoría.

## Videojuegos
- Warhammer Age of Sigmar: Storm Ground. [24]
- Warhammer Age of Sigmar: Tempestfall.[25]
- Warhammer Age of Sigmar: Soul Arena.[26]
- Warhammer: Age of Sigmar — Realms of Ruin.[27]

## Libros
Existen una serie de libros y audiolibros publicados en formato físico y digital por la editorial Black Library perteneciente a Games Workshop.  En español han sido publicados algunos por la editorial Minotauro.